# Lorenzo Prospero Bottini
Lorenzo Prospero Bottini (ur. 2 marca 1737 w Lukce, zm. 11 sierpnia 1818 w Rzymie) – włoski kardynał.

## Życiorys
Urodził się 2 marca 1737 roku w Lukce, jako syn Filippa Bottiniego i Fulvii Spady. Studiował prawo na Uniwersytecie Bolońskim, a następnie został referendarzem Trybunału Obojga Sygnatur i relatorem Świętej Konsulty. 8 marca 1816 roku został kreowany kardynałem in pectore. Jego nominacja na kardynała diakona została ogłoszona na konsystorzu 1 października 1817 roku i nadano mu kościół tytularny Sant’Adriano al Foro. Zmarł 11 sierpnia 1818 roku w Rzymie.